# Gare de Royan
La gare de Royan est une gare ferroviaire française située dans le centre-ville de la station balnéaire de Royan, dans le département de la Charente-Maritime, en région Nouvelle-Aquitaine.
C'est une gare de la Société nationale des chemins de fer français (SNCF), desservie par des trains TER Nouvelle-Aquitaine.
Multimodal, le site accueille également la gare routière de la ville, permettant des correspondances avec les autobus de la compagnie de transports urbains de l'agglomération royannaise Cara'Bus, ainsi que les autocars du réseau de transports départementaux Les Mouettes et des autocars longue distance.

## Situation ferroviaire
Établie à 3 m d'altitude, la gare de Royan est située au point kilométrique (PK) 37,179 de la ligne de Saintes à Royan, après la gare de Saujon. 

## Histoire
La gare de Royan est conçue dès 1875 comme une gare de voyageurs destinée à faciliter l'accès de la ville aux estivants, alors principalement bordelais. Le bâtiment voyageurs se compose d'un corps de bâtiment à deux étages, encadré par deux ailes de plain-pied de dimensions inégales. Le rez-de-chaussée du corps principal abrite le hall , qui permet un accès direct aux quais. La gare est embranchée sur la ligne de la Compagnie des Charentes, elle accueille les trains en provenance de Bordeaux, avant que des trains directs ne la relient directement à Paris. Le bâtiment voyageurs est agrandi en 1892.
En 1900, des trains partent tous les jours des gares de Paris-Montparnasse et de Paris-Austerlitz, arrivant à Royan en un peu plus de huit heures, tandis que le trajet Bordeaux-Royan dure approximativement deux heures. Une ligne Saint-Jean-d'Angély - Saujon via Saintes, est créée en 1912.
Durant la Seconde Guerre mondiale, des bombardements ravagent la station balnéaire ; le bâtiment voyageurs est totalement détruit.
Après sa destruction, différents projets modernistes sont envisagés. Pour des raisons tant pratiques qu'économiques, la municipalité décide une reconstruction partielle sur le site de l'ancien bâtiment. Reprenant la disposition en retour d'équerre, le nouvel édifice est conçu comme une structure provisoire, avec réemploi de matériaux issus des ruines du centre-ville afin d'accélérer la construction. Celle-ci débuta dès 1946, il s'agit de l'un des premiers chantiers de reconstruction dans la ville.
Le site est réhabilité en 1987, il se compose d'un long bâtiment rectangulaire de plain-pied, coiffé de tuiles romanes, auquel a été adjoint un vaste hall laissant apparaître une structure métallique.
Jusqu'en 2006, des trains directs sont mis en ligne, reliant Paris à Royan et retour de nuit (via Saint-Jean-d'Angély et Niort) pendant la période estivale. 
Jusqu'en 2013, des trains directs reliaient Paris à Royan et retour de jour (via Angoulême et Cognac) pendant cette même période estivale.
Cette desserte Intercités est supprimée en 2014. La SNCF invoque, soit un manque de clientèle sur le parcours, soit un manque de locomotive diesel pour la partie non électrifiée entre Niort et Royan. Ceci est sujet à controverses, d'autant plus que les comptages effectués en 2013 sont biaisés : en effet, sur la période de circulation, les voitures Corail directes ont été limitées au parcours Orléans - Royan et/ou Paris - Angoulême, à la suite de l'accident ferroviaire de Brétigny-sur-Orge d'une part, et au déraillement d'un convoi de marchandises au Sud de Saintes d'autre part.

## Fréquentation
De 2015 à 2024, selon les estimations de la SNCF, la fréquentation annuelle de la gare s'élève aux nombres indiqués dans le tableau ci-dessous.
| Année                     | 2015    | 2016    | 2017    | 2018    | 2019    | 2020    | 2021    | 2022    | 2023    | 2024    |
| ------------------------- | ------- | ------- | ------- | ------- | ------- | ------- | ------- | ------- | ------- | ------- |
| Voyageurs                 | 238 199 | 225 274 | 223 983 | 182 523 | 230 667 | 158 081 | 211 716 | 277 670 | 272 843 | 308 109 |
| Voyageurs + non voyageurs | 297 748 | 281 593 | 279 978 | 228 154 | 288 334 | 197 601 | 264 645 | 347 087 | 341 054 | 385 136 |

## Service des voyageurs

### Accueil
Gare SNCF, elle dispose d'un bâtiment voyageurs avec guichets ouverts tous les jours. Des distributeurs automatiques de billets TER sont disponibles, un parking pour les véhicules est aménagé. 

### Desserte
Royan est desservie par des rames automoteurs diesel TER Nouvelle-Aquitaine qui ont pour destination ou provenance les gares de Saintes, Angoulême ou Niort. La plupart sont en correspondance avec les TGV de Paris en gare de Niort ou Angoulême. Il y a, davantage de trains en période estivale.

### Intermodalité
Depuis la fermeture de la gare routière du Cours de l'Europe après 1998, la gare de Royan accueille également les transports urbains gérés par la communauté d'agglomération Royan Atlantique (CARA). Ce vaste réseau nommé Cara'Bus couvre la ville de Royan. Les lignes 1, 2, 3, 4, 5, 6, 7, 8, 9, 31, 32 desservent la gare. Il est également possible d'atteindre en bus ou à pieds le bac qui traverse la Garonne pour rejoindre la gare de La Point-de Grave, ouverte en saison estivale.
La gare routière peut également accueillir des autocars longue distance dont la fréquence fluctue fortement au cours de l'année.